# Are You Ready? (Aaliyah)
Are You Ready? è un brano musicale R&B della cantante statunitense Aaliyah. La canzone è stata scritta da Renne A. Neuville e prodotta da DJ Kay Gee dei Naughty by Nature come colonna sonora del film l'allenatrice del 1996. La canzone venne pubblicata come singolo promozionale destinato solo alle radio. Inoltre la canzone si ispira a Movin' In The Right Direction eseguita da Steve Parks.